# Novo Mandamento

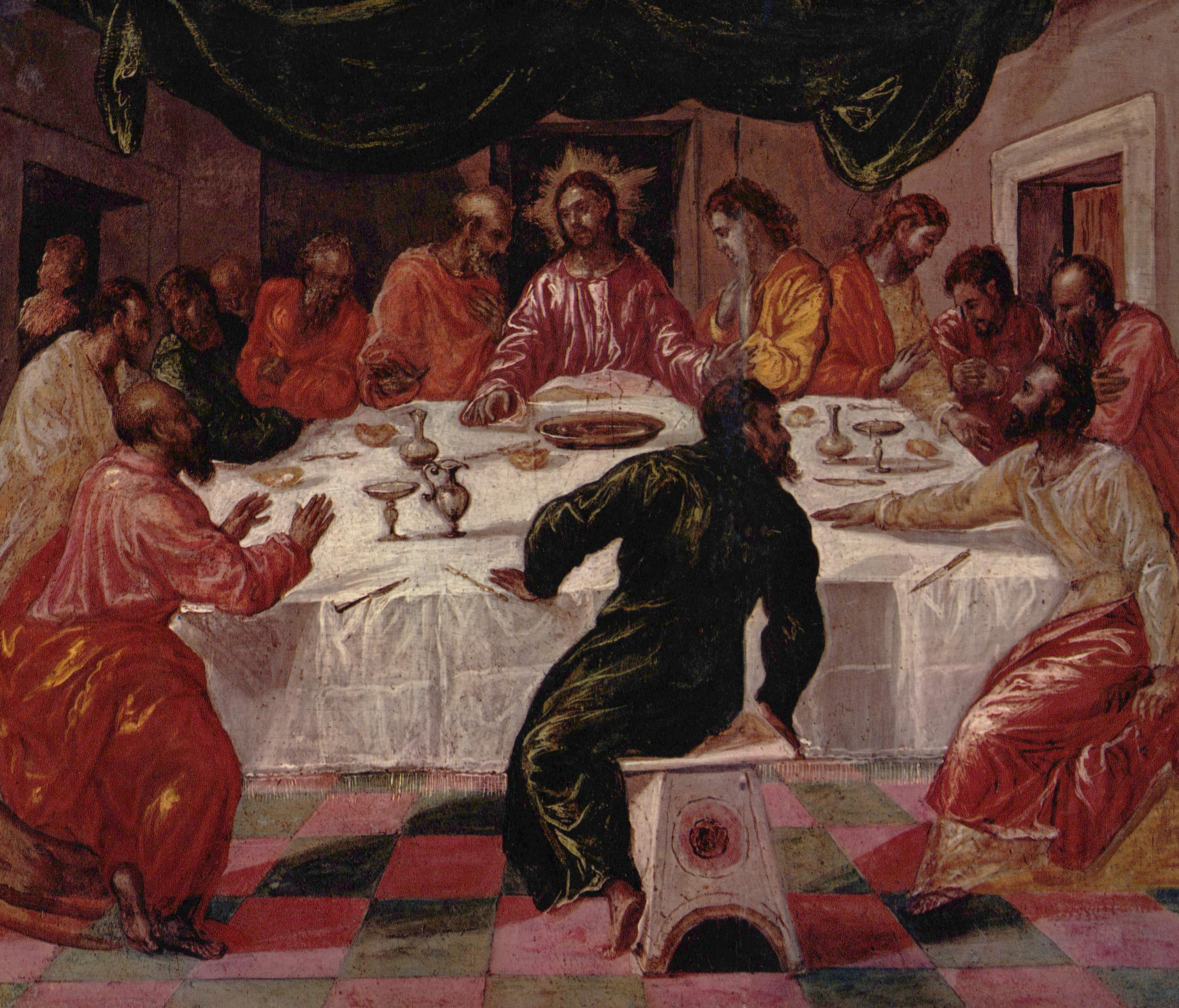
A Última Ceia, de El Greco.

O Novo Mandamento ou Mandamento da caridade, na fé cristã, é a exortação que Jesus dirigiu aos seus discípulos durante a Última Ceia, conforme narrado em João 13:34–35.

«Um mandamento novo vos dou, que vos ameis uns aos outros; como eu vos amei a vós, que também vós uns aos outros vos ameis. Nisto conhecerão todos que sois meus Discípulos, se vós tiverdes amor uns entre os outros.» (João 13:34–35)
Na tradição cristã, o Novo Mandamento é frequentemente resumido nas expressões Amai-vos uns aos outros ou, de forma ainda mais breve e simbólica, apenas Amai-vos. Essa forma se tornou um dos lemas mais conhecidos da mensagem cristã. Em João 15, Jesus o reafirma.
O que torna esse mandamento "novo" não é o ato de amar em si — pois já estava presente na Lei do Antigo Testamento — mas o modo como esse amor deve ser vivido: "como eu vos amei". Ou seja, trata-se de um amor total, sacrificial, gratuito e desinteressado, um amor que é capaz de entregar a vida pelo outro. Jesus não apenas ordena o amor, mas Ele próprio é o modelo e a fonte desse amor.

## Evangelhos
Nos evangelhos sinóticos, Jesus emite um preceito semelhante, dois dias antes da Última Ceia, quando articula citações da Shemá Israel (Amarás ao Senhor teu Deus) e do Grande Mandamento (Amarás a teu próximo como a ti mesmo). Em resposta à pergunta de um advogado, que disse: «Mestre, qual é o mandamento grande na Lei?, Jesus afirma: Amarás ao Senhor teu Deus com todo teu coração, e com toda tua alma, e com todo teu entendimento. Este é o primeiro e grande mandamento. E o segundo, semelhante a este é: Amarás a teu próximo como a ti mesmo» (Mateus 22:36–39), com paralelos em Marcos 12:28–31 e Lucas 10:25–28.
Pode-se dizer que o Novo Mandamento é um sumário dos ensinamentos de Jesus, de sua vida e morte. Segundo a exegese cristã do texto de João, o Novo Mandamento, em lugar de tentar cumprir apenas a Lei ou os ensinamentos dos profetas, é a expressão do amor de Jesus Cristo, um modelo para o amor na humanidade. O amor entre os homens torna-se consequência do amor anterior de Jesus.